# Tamaki Daidō
Tamaki Daidō (大道 珠貴, Daidō Tamaki, née le 10 avril 1966 à Fukuoka) est une écrivain japonaise.
Daidō travaille d'abord en tant que scénariste pour la radio. Son roman Hadaka (裸, « Nu ») lui vaut de remporter le prix du festival des arts de Kyūshū (九州芸術祭文学賞, Kyūshū Geijutsusai Bungakushō). Après quatre nominations, elle remporte le prix Akutagawa en 2002 pour Shoppai doraibu (しょっぱいドライブ), une histoire controversée au Japon sur la relation d'une femme d'une trentaine d'années avec un homme de trente ans plus âgé. En 2005, son roman Kizuguchi ni wa Uokka (« De la Vodka sur la plaie ») est couronné du prix Bunkamura des Deux Magots.

## Ouvrages
- Miruku (ミルク)
  - anglais Milk, traduit par Louise Heal, in: Cathy Layne (Hg.), Inside and other short fiction: Japanese women by Japanese women, Kodansha International, Tokyo, 2006, S. 13-42,  (ISBN 4-77003-006-1) Google Buchvorschau

## Source de la traduction
- (de) Cet article est partiellement ou en totalité issu de l’article de Wikipédia en allemand intitulé « Tamaki Daidō » (voir la liste des auteurs).